# 예카테리나 소치네바
예카테리나 알렉산드로브나 소치네바(러시아어: Екатерина Александровна Сочнева, 1985년 8월 12일 ~ )는 러시아의 여자 축구 선수이다. 포지션은 미드필더이며, 현재 쳄피오나트 로시 포 푸트볼루 스레디 젠신의 WFC 제니트 상트페테르부르크에서 활동하고 있다.

## 클럽 경력
2011년부터 2015년까지 조르키 크라스노고르스크 소속으로 활약했으며 2013 시즌에서 조르키 크라스노고르스크의 쳄피오나트 로시 포 푸트볼루 스레디 젠신 우승에 기여했다. 2016년에 로시얀카 소속으로 활약했고 2016 시즌에서 로시얀카의 쳄피오나트 로시 포 푸트볼루 스레디 젠신 우승에 기여했다.
2017년에 CSKA 모스크바로 이적했고 2019 시즌에서 로시얀카의 쳄피오나트 로시 포 푸트볼루 스레디 젠신 우승에 기여했다. 2020년에 제니트 상트페테르부르크로 이적했다.

## 국가대표 경력
핀란드에서 개최된 2004년 UEFA U-19 여자 축구 선수권 대회에서 러시아의 준결승전 진출을 견인했으며 태국에서 개최된 2004년 FIFA U-19 세계 여자 축구 선수권 대회에서 러시아의 8강전 진출에 기여했다. 2009년 8월 31일에 열린 러시아와 이탈리아의 UEFA 여자 유로 2009 조별 예선 경기에 처음 출전하면서 러시아 여자 축구 국가대표팀 선수로 데뷔했으며 러시아는 이탈리아에 0-2 패배를 기록했다.
핀란드에서 개최된 UEFA 여자 유로 2009, 스웨덴에서 개최된 UEFA 여자 유로 2013, 네덜란드에서 개최된 UEFA 여자 유로 2017에 참가했으나 러시아는 3차례의 대회 모두 조별 예선에서 탈락했다. 2018년에 러시아 여자 축구 국가대표팀에서 은퇴할 때까지 82경기에 출전하여 17골을 기록했다.

## 수상
조르키 크라스노고르스크
- 쳄피오나트 로시 포 푸트볼루 스레디 젠신 1회 우승 (2013)

로시얀카
- 쳄피오나트 로시 포 푸트볼루 스레디 젠신 1회 우승 (2016)

CSKA 모스크바
- 쳄피오나트 로시 포 푸트볼루 스레디 젠신 1회 우승 (2019)